# María Cristina Sánchez Chacón
María Cristina Sánchez Chacón (1963) es una ingeniera industrial destacada en la industria de manufactura en el Estado de Chihuahua, presidenta del consejo directivo Index 2016 - 2018, Fundación Index y Gerente de planta de Buehler Motor Co. en la Ciudad de Chihuahua, es la única mujer gerente de una planta de manufactura en el Estado de Chihuahua.

## Trayectoria
Nació en la Ciudad de Chihuahua, en el seno de una familia humilde, inició a trabajar a la temprana edad de 18 años en la compañía manufacturera Honeywell, contando solo con estudios de nivel secundaria. Inició con la posición básica de operadora de producción, después como líder de grupo, supervisora de producción, y otras posiciones dentro de la compañía. Con la intención de seguir escalando peldaños en la empresa decide iniciar sus estudios de Ingeniería Industrial en el Instituto Tecnológico de Chihuahua en el periodo 1996 - 2002.
En el año 2003 deja de laborar en la compañía Honeywell y emprende un negocio propio, y al poco tiempo es invitada a trabajar en la compañía alemana Buehler Motor iniciando como Ingeniera Industrial en el año 2004. En breve asciende a la posición de coordinadora de ingeniería de mejora continua. En el transcurso del año 2009 recibe una propuesta para participar en un proceso de selección para la gerencia de planta, obteniendo la misma en ese mismo año.
Esta nueva posición como gerente de planta implica el inicio de su participación con Index, Asociación de Manufactura de exportación e importación a nivel nacional y local. En el año 2014 pasa a formar parte del consejo directivo y posteriormente a finales del año 2015 es elegida por parte de este consejo para ser la Presidenta de consejo para el periodo 2016 - 2018. Formando parte también del consejo nacional Index y fungiendo como Vicepresidenta del mismo.
Como actual presidenta de este consejo ha participado en diferentes mesas de diálogo y discusión, con temas como desarrollo de proveeduría local, mujeres líderes en la industria de manufactura, foros económicos, importación y exportación de materiales, desarrollo de talento y responsabilidad social, con este último fungiendo como presidenta de Fundación Index.